# Johan Petersen
Johan „Ujuât“ Christian August Petersen (* 12. März 1867 in Salliit; † 7. Dezember 1960 in Kopenhagen) war ein grönländischer Expeditionsteilnehmer, Dolmetscher und Kaufmann.

## Leben

### Kindheit
Johan Petersen wurde 1867 als Sohn des dänischen Udstedsverwalters Andreas Martin Petersen (1826–1885) und dessen grönländischer Frau Karen Margrethe Birgithe Hansen (1835–1888) geboren. Sein Bruder Hendrik Theodor Petersen (1864–1907) war der Vater des Landesrats Hans Petersen (1895–1982).
Johan Petersen wuchs bis zu seinem elften Lebensjahr in dem heute lange verlassenen Ort Salliit bei Qaqortoq auf, an dem eine Vielzahl Tunumiit residierten, die dort mit den Kitaamiut handelten. Dadurch lernte er Tunumiisut, die Sprache der Tunumiit.
1878 zog er mit seinen Eltern nach Dänemark, wo sein Vater einen kleinen Landbesitz südlich von Helsingør an der Nordostspitze von Sjælland gekauft hatte. Mit 14 Jahren verließ Johan die Schule und half seinem Vater auf dem Feld, arbeitete als Zimmermann und im Büro, träumte aber auch davon zur See zu fahren.

### Expeditionen
1882 wurde der dänische Polarforscher Gustav Frederik Holm auf den erst 15-jährigen Johan und seinen älteren Bruder Hendrik Theodor, der später ebenfalls Karriere als Handels- und Kolonialverwalter machen sollte, aufmerksam, da er für seine Frauenbootexpedition nach Ostgrönland einen Sprecher des Ostgrönländischen benötigte. Er fragte ihren Vater um Erlaubnis und nahm schließlich beide mit auf die Expedition, wobei ihr Onkel Johannes Hansen die mitgenommenen Grönländer anführte. Die beiden Brüder fuhren mit der Barke Ceres nach Nuuk, wo sie am 15. Juli 1883 ankamen. Auf einem Schoner fuhren sie weiter nach Nanortalik, wo sie überwinterten. Am 5. Mai 1884 starteten sie schließlich nach Ostgrönland. Am 1. September erreichten sie Tasiilaq, wo sie festmachten und das Gebiet Kong Christian IX Land nannten. Johan Petersen musste den Wasserstand und die Eisverhältnisse beobachten, aber fungierte hauptsächlich als Dolmetscher und war so für den Kontakt zwischen Dänen, Ost- und Westgrönländern zuständig. Er übersetzte ostgrönländische Sagen und trug so einen wesentlichen Teil zur ethnografischen und kulturhistorischen Forschung bei der Expedition bei. Schon damals versprach man den Bewohnern die Aussendung eines Verwalters und eines Pastors, doch zehn Jahre sollte nichts geschehen.
Nach Beendigung der Expedition im Jahr 1885 erhielt er eine Stelle bei Den Kongelige Grønlandske Handel. 1888 wurde er zum Udstedsverwalter von Imerissoq ernannt.
1891 nahm der dänische Polarforscher Carl Ryder Johan Petersen auf seine der Kartierung Ostgrönlands dienenden Expedition in den Kangertittivaq mit, die erst Ende des folgenden Jahres wieder nach Kopenhagen zurückkehrte. Nur wenige Monate später wurde er im folgenden Frühling von Vilhelm Garde und Carl Moltke auf ihre Inlandseisexpedition im Süden Grönlands mitgenommen.

### Karriere als Kolonialverwalter
Nach seiner Rückkehr gründete er 1893 eine Handelsstation auf Eggers Ø, die entsprechend dem grönländischen Namen der Insel den Namen Itilleq erhielt. Zudem beschloss man 1894 endlich eine Handelsstation in Tasiilaq zu errichten und sah keinen mehr geeignet als Handelsverwalter als Johan Petersen. Dieser sagte kurz vor seinem Tod, dass die Region ohne das westliche Handeln dort vermutlich in den nächsten fünf Jahren entvölkert gewesen wäre. Hungersnöte, Morde alle paar Tage und andere Krisen erschwerten die Arbeit, die er dennoch zufriedenstellend bewältigen konnte. 1904 ernannte man ihn zum Kolonialverwalter in Ostgrönland. 1916 verließ ihn jedoch seine Gesundheit und er kehrte heim. 1923 kehrte er noch einmal stellvertretend zurück.
Am 1. September 1895 heiratete er in Tasiilaq die Dänin Ane Sørensen (1867–1944), Tochter des Hofbesitzers Jens Sørensen (1841–1902) und seiner Frau Abelone Jørgensdatter (1845–1921).
1924 veranlasste Ejnar Mikkelsen die Gründung von Ittoqqortoormiit und Johan Petersen wurde auserwählt die Siedlung zu leiten und zu verwalten. Trotz einer ausbrechenden Grippeepidemie konnte er den Ort 1926 problemlos aus den Händen geben.
Ebenfalls 1924 hatte er bei der vom Archäologen Poul Nørlund geleiteten Entdeckung und Erforschung der Grænlendingarsiedlungen um Herjólfsnes geholfen.

### Alter, Tod und Vermächtnis
Von 1928 bis 1931 war Johan Petersen Leiter des Grønlænderhjemmets in Kopenhagen. Von 1934 bis 1935 wurde er ein weiteres Mal stellvertretend zum Verwalter von Ittoqqortoormiit ernannt, bevor er 68-jährig seine Arbeitskarriere beendete. 1944 wurde er zum Ehrenmitglied der Grönländervereinigung Peqatigiit Kalaalliit in Kopenhagen ernannt und 1952 zum Ehrenmitglied der Grönländischen Gesellschaft. Er war seit 1916 Dannebrogsmand, seit 1926 Ritter des Dannebrogordens und trug die Kongelige Belønningsmedalje in Silber. Er verlebte seinen Lebensabend in Kopenhagen, wo er 1960 hochbetagt im Alter von 93 Jahren starb.
1957 waren seine Tagebücher in Form des Buches Ujuâts dagbøger fra Østgrønland 1894–1935. Østgrønlændernes sagn og fortællinger erschienen. Bereits von 1895 bis 1915 hatte Johan Petersen die Wetter- und Eisverhältnisse in den Jahresbüchern von Danmarks Meteorologiske Institut veröffentlicht. 1921 schrieb er anlässlich des 200-Jahr-Jubiläums der Kolonialisierung Grönlands Tohundrede Aaret for Hans Egedes Ankomst til Grønland. 1942 veröffentlichte er die Abhandlung Grønlændernes Sprog, Litteratur, Musik og Udskæringskunst. William Thalbitzers Monografie The Angmagssalik Eskimo von 1914 geht auf Johan Petersens Forschungsergebnisse zurück, ebenso wie The birds of Angmagssalik des Ornithologen Otto Helms.